# Урцаландж
Урцаландж (вірм. Ուրցալանջ) — село в марзі Арарат, у центрі Вірменії. Село розташоване на трасі Єреван — Степанакерт, за 34 км на схід від міста Арарат, за 6 км на північний схід від села Тігранашен, за 3 км на схід від села Ланджар, за 4 км на захід від села Вардашат та за 5 км на північний захід від села Зангакатун.